# GOLDEN☆BEST ピンク・レディー コンプリート・シングル・コレクション
『GOLDEN☆BEST ピンク・レディー コンプリート・シングル・コレクション』（ゴールデン・ベスト-）はピンク・レディーのベスト・アルバム。2009年9月16日発売。発売元はビクターエンタテインメント。規格品番は通常版CDがVICL-63438、後述するSHM-CDがVICL-70188となる。

## 解説
各レコード会社から発売されているゴールデン☆ベストシリーズの中の1枚で、1976年から1981年までの楽曲が収録された、ピンク・レディーの廉価版かつ入門用ベスト・アルバム。
なお、ピンク・レディーの場合、本作品以前にシングル曲をメインに構成・収録されたベスト・アルバムがこれまで複数発売されている。
2015年6月24日にはSHM-CDとして再発売された。

## 収録曲
特記以外、作詞：阿久悠、作曲・編曲：都倉俊一

### Disc-1
1. ペッパー警部
2. 乾杯お嬢さん
3. S・O・S
4. ピンクの林檎
5. カルメン'77
6. パイプの怪人
7. 渚のシンドバッド
8. パパイヤ軍団
9. ウォンテッド (指名手配)
10. 逃げろお嬢さん
11. UFO
  - 『第20回日本レコード大賞』大賞受賞曲
12. レディーX
13. サウスポー
14. アクセサリー
15. モンスター
16. キャッチ・リップ
  - 雪印乳業（アイスクリーム・氷菓事業部、現：ロッテ） 『宝石箱』CMソング
17. 透明人間
18. スーパーモンキー孫悟空
編曲：田辺信一
  - TBS系『ヤンマーファミリーアワー 飛べ!孫悟空』主題歌
19. カメレオン・アーミー
20. ドラゴン
21. ジパング
22. 事件が起きたらベルが鳴る
23. ピンク・タイフーン (In The Navy)
作詞・作曲：J.Morali/H.Belolo/V.Willis、日本語詞:岡田冨美子、編曲:大浜和史
ヴィレッジ・ピープル『In The Navy』の日本語カヴァー
24. ハロー・ミスター・モンキー（後楽園ライブ）
作詞・作曲Ben Juris/Benny Lux、編曲：前田憲男
  - アラベスクの同曲のカヴァー
  - 1978年発売のライブアルバム「'78ジャンピング・サマー・カーニバル」からのシングルカット

### Disc-2
1. 波乗りパイレーツ (日本吹込盤)
2. 波乗りパイレーツ (U.S.A.吹込盤)
編曲：Paul Fauerso
3. Kiss In The Dark
作詞・作曲：Michael Lloyd、編曲：John D'Andrea
4. Walk Away Renee
作詞：Mike Brown-Bob Calilli、作曲：Tony Sansone、編曲：Erich Buling
レフト・バンクの同曲のカヴァー
5. マンデー・モナリザ・クラブ
編曲:C.Merriam
6. アダムとイブ・スーパーラブ
7. DO YOUR BEST
作詞：伊達歩、編曲：井上鑑
8. 愛しのニューオリンズ
作詞：伊達歩
9. 愛・GIRI GIRI
作詞：伊達歩、作曲：小田裕一郎、編曲:川上了
10. 秘密のパラダイス
作詞：伊達歩、作曲：小田裕一郎、編曲:川上了
11. 世界英雄史
作詞：伊藤アキラ、作曲・編曲：川口真
12. ザ・忠臣蔵'80
作詞：伊藤アキラ、作曲・編曲：川口真
13. うたかた
作詞・作曲:Michael Lloyd、日本語詞:三浦徳子、編曲:川口真
  - 1979年発売のアルバム『ピンク・レディー・イン・USA』収録曲「Strangers When We Kiss」の日本語版
14. BY MYSELF
作詞:三浦徳子、作曲・編曲:川口真
15. リメンバー (フェーム)
作詞・作曲：M.Gore-D.Pitchtore、日本語詞:なかにし礼、編曲:梅垣達志
  - アイリーン・キャラ『フェーム』のカヴァー
16. カトレアのコサージ
作詞:藤公之介、作曲・編曲:梅垣達志
  - 牛乳石鹸『シャワラン』CMソング
17. Last Pretender
作詞：糸井重里、作曲・編曲：高橋ユキヒロ
  - ラジ「偽りの瞳」の異歌詞同曲
18. AMENIC（逆回転のシネマ）
作詞：糸井重里、作曲：梅林茂、編曲：EX
19. OH!
編曲：井上鑑
20. 夢中がいちばん美しい
編曲：井上鑑